# Ben McLachlan
Ben McLachlan (født 10. maj 1992 i Queenstown, New Zealand) er en professionel tennisspiller fra Japan, som indtil juni 2017 repræsenterede sit fødeland, New Zealand.